# André Mandelstam
Pour les articles homonymes, voir Mandelstam.
André Mandelstam (russe : Андрей Мандельштам), né le 6 mars 1869 à Mahiliow (Biélorussie, Empire russe) et mort le 27 janvier 1949 à Neuilly-sur-Seine, est un juriste et diplomate russe, spécialiste de droit international.

## Biographie
André Mandelstam est né le 6 mars 1869 à Mahiliow, alors dans l'Empire russe,, au sein d'une famille juive.
Il obtient une licence en droit à l'Université de Saint-Pétersbourg, puis fait des études de langues orientales,. Il enseigne ensuite au sein de la chaire de Frédéric Fromhold de Martens puis au Lycée impérial de Tsarskoïe Selo.
André Mandelstam commence sa carrière diplomatique en 1893, intégrant la chancellerie du ministère des Affaires étrangères russe. Il est envoyé en 1897-1898 par l'Université de Saint-Pétersbourg à Paris, où il est auditeur libre à l'École libre des sciences politiques et où il suit notamment les cours d'Albert Sorel ou d'Albert Vandal, et a pour camarade le baron Boris Nolde. Là, il fréquente les libéraux russes, comme Manuel Margouliès, Yehouda Tchemoff ou encore Maxime Kovalevski, ainsi que les libéraux ottomans. Il entend aussi parler des massacres hamidiens, qui ont un fort retentissement en Europe.
Il obtient le titre de docteur en droit international de l'université de Saint-Pétersbourg au tournant du XXe siècle, sa thèse portant sur la conférence de La Haye pour la codification du droit international. Il assiste d'ailleurs à la seconde conférence de La Haye (1907) en tant que secrétaire personnel de Frédéric de Martens,.
Entre 1898 et 1914, il est drogman à l'ambassade de Russie à Constantinople, période pendant laquelle il devient un grand connaisseur de l'Empire ottoman. Il assiste à la révolution des Jeunes-Turcs de 1908, qu'il voit comme la fin du despotisme en Turquie et l'avènement d'un pouvoir libéral (il fréquente alors les exilés ottomans revenus au pays), puis dénonce ensuite la dérive nationaliste et dictatoriale du Comité union et progrès,. Devenu proche de Konstantin Nikolaïevitch Goulkevitch, chargé d'affaires de la Russie à Constantinople, André Mandelstam joue un rôle de premier plan dans la négociation du projet de réformes en Arménie ottomane en 1912-1914,, en particulier en tant que conseiller de l'ambassadeur Michel de Giers et comme rédacteur de l'avant-projet proposé en 1913 dans le cadre des négociations.
Il quitte l'Empire ottoman au début de la Première Guerre mondiale. Entre 1914 et 1916, il est vice-directeur de la section des prisonniers de guerre au ministère russe des Affaires étrangères. En 1916, il est attaché à la légation de Russie en Suisse pour les problèmes des prisonniers de guerre,. C'est à cette époque qu'il écrit son ouvrage Le Sort de l'Empire ottoman avec l'aide d'un autre juriste russe, Alexandre Michelson. Il récuse à l'époque l'idée selon laquelle c'est l'explosion du fanatisme religieux en Turquie qui aurait conduit au génocide arménien, lui préférant l'idéologie portée par le régime ottoman.
En mars 1917, au lendemain de la révolution de Février, André Mandelstam succède à Boris Nolde à la direction juridique du ministère des Affaires étrangères russe mais il ne reste en poste que quelques mois jusqu'à la révolution bolchévique, qui l'oblige à quitter son pays pour s'installer à Paris,. Là, il devient conseiller pour les questions de droit international auprès du doyen de l'ancien corps diplomatique russe Michel de Giers.
Dans l'Entre-deux-guerres, André Mandelstam donne des cours à l'Institut des hautes études internationales (Paris), participe aux travaux du Comité consultatif des organisations privées (CCOP) créé par Fridtjof Nansen au sein du Haut-Commissariat pour les réfugiés de Genève,, et est membre du Conseil des anciens ambassadeurs de Russie. Il participe en février 1920 à la création de l'Association russe pour la Société des Nations et en est nommé secrétaire du comité central.
En 1925-1926, il publie La Société des nations et les puissances devant le problème arménien, étude dans laquelle il estime que la situation des Arméniens est bien pire que celle qu'ils ont connue avant-guerre, notamment après le génocide et le désintérêt des grandes puissances pour la question arménienne, qui ne cherchent même plus à garantir un État indépendant à ce peuple décimé. Ainsi, l'abandon de la cause des Arméniens signifie pour lui la « consécration implicite de la solution qu'a donnée à la question arménienne la Turquie : la solution par l'extermination d'une minorité inopportune. […] Ce serait la reconnaissance implicite d'un droit général pour tous les peuples d'affermir et de consolider leur existence par la destruction ou l'assimilation violente d'autres nations ».
A la fin des années 1920, André Mandelstam participe à une consultation juridique donnée au Comité central des réfugiés arméniens de Paris sur la question de la confiscation des biens des réfugiés par le gouvernement turc kémaliste et l'impossibilité des rescapés du génocide de retrouver leurs biens.
En 1929, il est à l'origine d'une Déclaration des droits internationaux de l'homme adoptée par l'Institut de droit international,.
Après la publication d'un ouvrage sur la Seconde guerre italo-éthiopienne en 1937, son activité décline. La fin de sa vie est de fait mal documentée : il est possible qu'il ait vécu une partie de la Seconde Guerre mondiale aux États-Unis car il écrit à l'époque dans des journaux publiés sur le continent américain. Il est aussi possible qu'il ait fini sa vie dans la capitale française, sans que l'on sache si les nazis aient pu le persécuter durant l'Occupation. Sa dernière participation à un évènement a semble-t-il lieu en 1948, lors d'une réunion de l'Institut de droit international à Lausanne.
Il meurt le 27 janvier 1949 à Neuilly-sur-Seine et est enterré au cimetière russe de Sainte-Geneviève-des-Bois.

## Philosophie juridique
Selon André Mandelstam, il est nécessaire de limiter les pouvoirs étatiques par le droit et par la défense des droits de l'homme, limitation qui pourrait notamment se faire par l'intervention de la communauté internationale. Il théorise ainsi le concept d'intervention d'humanité (précurseur du concept d'ingérence humanitaire), c'est-à-dire le droit à l'intervention pour protéger les droits humains, en particulier ceux des minorités. Ainsi, il défend l'existence de « droits naturels internationaux de l'homme » et récuse la souveraineté absolue des États. Le « droit humain » est selon lui supérieur au droit international, et estime que les États doivent être soumis à l'un et à l'autre. Il soutient ainsi la constitution d'une Société des Nations qui pourrait contrôler le bon respect de ce droit. Il prône aussi la rédaction d'une convention universelle qui fixerait le même régime des minorités pour tous les États.
Avec un certain nombre de juristes issus des empires russe et ottoman, André Mandelstam joue un rôle non négligeable dans l'introduction progressive des questions sociales et humanitaires dans les institutions internationales. Ainsi, à partir de 1921 et au sein du CCOP, avec les juristes Jacob Rubinstein et Boris Mirkine-Guetzévitch, il participe par exemple à la réflexion sur la nécessité ou non de créer un statut spécifique aux réfugiés juifs, distinct de celui alors en cours d'élaboration pour les réfugiés russes.

## Publications

### Ouvrages
- La Commission internationale d'enquête sur l'incident de la mer du Nord, Paris, A. Pedone, 1905, 96 p. (BNF 30870539)
- Le Sort de l’Empire ottoman, Paris, Payot, 1917, 631 p. (BNF 30870543, lire en ligne)
- Mémoire sur l'application du principe des nationalités à la question polonaise, Paris, Impr. de Hugonis, 1919, 30 p. (BNF 30870540)
- La Société des nations et les puissances devant le problème arménien, Paris, A. Pedone, 1926, 355 p. (BNF 30870542, lire en ligne)
- La Conciliation internationale : d'après le pacte et la jurisprudence du Conseil de la Société des Nations, Paris, Hachette, 1928, 316 p. (BNF b35236823b)
- (de) Das Armenische Problem im Lichte des Völker und Menschenrechts, Berlin, G. Stilke, 1931, 149 p. (BNF 32413335)
- Les droits internationaux de l'homme, Paris, Les Éditions internationales, 1931, 146 p. (BNF 32413358, lire en ligne sur Gallica)
- La Protection internationale des minorités, Paris, Librairie du Recueil Sirey, 1931, 223 p. (BNF 32413362)
- L'Interprétation du pacte Briand-Kellogg par les gouvernements et les parlements des États signataires, Paris, A. Pedone, 1934, 163 p. (BNF 32413359)
- Le Conflit italo-éthiopien devant la Société des nations, Paris, Librairie du Recueil Sirey, 1937, 577 p. (BNF 32413337)

### Articles
- « La politique russe en Arménie turque à la veille de la Grande Guerre », Le Monde slave, Paris, Paul Hartmann, no 2,‎ février 1935, p. 213-237 (lire en ligne sur Gallica )
- « La politique russe en Arménie turque à la veille de la Grande Guerre », Le Monde slave, Paris, Paul Hartmann, no 3,‎ mars 1935, p. 323-343 (lire en ligne sur Gallica )